# Pacific Gas & Electric
Pacific Gas & Electric, var en amerikansk bluesrockgrupp bildad 1968 i San Francisco, Kalifornien. Medlemmar i gruppens första uppsättning var Charlie Allen, född 1941, död 7 maj 1990 (sång), Tom Marshall (gitarr), Glenn Schwartz (gitarr), och Brent Block (bas). Allen var egentligen tänkt att vara trummis, men hans fina röst gjorde att han blev frontfigur istället. Trummisen Adolfo "Fito" de la Parra ingick i en av gruppens tidiga sättningar, då man ännu använde namnet Bluesberry Jam. Kort därefter blev de la Parra trummis i Canned Heat, vars tidigare trummis Frank Cook i stället övergick till Pacific Gas & Electric.
Titelspåret på deras tredje album, "Are You Ready?" blev en hit i USA och långkörare på svenska Tio i topp. Efter många medlemsbyten (Allen var ende originalmedlemmen i slutet) och inga framgångar med skivor bröt gruppen upp efter albumet Pacific Gas & Electric Starring Charlie Allen 1973.

## Diskografi
Studioalbum
- Get It On (1968)
- Pacific Gas and Electric (1969)
- Are You Ready? (1970)
- PG&E (1971)
- Pacific Gas & Electric Starring Charlie Allen (1973)

Livealbum
- Live 'N' Kicking At Lexington (2007)

Samlingsalbum
- The Best of PG&E (1973)

Singlar
- "Wade in the Water" / "Live Love" (1968)
- "Bluesbuster" / "Redneck" (1969)
- "Are You Ready?" / "Staggolee" (US #14) (1970)
- "Father Come on Home" / "Elvira" (US #93) (1970)
- "Stormy Times" / "Live Love" (1970)
- "The Hunter" / "Long Handled Shovel" (1971)
- "The Time Has Come (To Make Your Peace)" / "Death Row #172" (1971)
- "One More River to Cross" / "Rock and Roller's Lament" (1971)
- "Thank God for You Baby" / "See the Monkey Run" (US #97) (1971)
- "(Love is Like a) Heat Wave" / "We Did What We Could Do" (1972)